# Nuoro
Nuoro város Olaszországban, Szardínia régióban, Nuoro megye székhelye. Lakosainak száma 33 850 fő (2023. január 1.). Nuoro Mamoiada, Orani, Orgosolo, Dorgali, Oliena, Orune és Benetutti községekkel határos.

## Története
1779-ben a város püspöki székhely lett. A 19. század elején Nuoro lett város, és abban az időben még 4000 lakosa sem volt. 1889-ben a keskeny Macomer-Nuoro-vasútvonal kinyílt. Nuoro 1927-ben lett a megye székhelye. 

## Közlekedés
1958-ban új vasútállomást építettek.
Nuorónak van két hozzáférés az SS 131 Carlo Felice úthoz.

## Népesség
A település lakossága az elmúlt években az alábbi módon változott:
| Lakosok száma | 36 900 | 36 579 | 33 850 |
|               | 2017   | 2018   | 2023   |

## Itt született
- Grazia Deledda (1871–1936), Nobel-díjas írónő
- Francesco Ciusa (1883–1949), szobrász
- Salvatore Satta (1902–1975), író
- Massimo Pittau (1921–2019), nyelvész
- Maria Giacobbe (1928–2024), írónő
- Franco Oppo (1935–2016), zeneszerző
- Marcello Fois (* 1960), író
- Gavino Murgia (* 1969), zenész
- Salvatore Sirigu (* 1987), labdarúgó